# مطار هاليفاكس الدولي
مطار هاليفاكس ستانفيلد الدولي (بالإنجليزية: Halifax Stanfield International Airport)(إياتا: YHZ، إيكاو: CYHZ) هو مطار دولي يقع علي بعد 17 كم عن وسط مدينة هاليفاكس وسمي بالنسبة إلي رئيس وزراء مقاطعة نوفا سكوتيا الكندية روبرت ستانفيلد وهو أحد أكثر المطارات أزدحاما في كندا بين 2014/2013 وقاعدة عمليات طيران كندا وخطوط بورتير الجوية ومشغل سلطات مطار هاليفاكس الدولي.

## شركات الطيران والوجهات

### الركاب
| شركـات طيـران           | الوجهات |
| ----------------------- | --- |
| طيران كندا              | مطار كالغاري الدولي، مطار لندن هيثرو، مطار مونتريال الدولي، مطار تورونتو بيرسون الدولي، مطار فانكوفر الدولي                                         |
| Air Canada Express      | مطار لوجان الدولي، Deer Lake ‏، Gander، Goose Bay ‏، مطار نيوآرك ليبرتي الدولي، Ottawa، St. John's ‏                                                   |
| Air Canada Rouge        | موسمي: Cancún، مطار أورلاندو الدولي، Punta Cana ‏، مطار تامبا الدولي                                                                                 |
| Air Saint-Pierre        | Saint-Pierre |
| طيران ترانسات           | موسمي: Cancún، Cayo Coco ‏، Fort Lauderdale ‏، Holguin، مطار سانجستر الدولي، مطار أورلاندو الدولي، Puerto Plata ‏، Punta Cana ‏، Santa Clara ‏، Varadero |
| الخطوط الجوية الأمريكية | موسمي: مطار فيلادلفيا الدولي |
| إمريكان إيغل            | موسمي: مطار لوجان الدولي، مطار رونالد ريغان الوطني                                                                                                  |
| كوندور للطيران          | موسمي: مطار فرانكفورت |
| Eurowings Discover      | موسمي: مطار فرانكفورت |
| Flair Airlines          | Kitchener/Waterloo، London (ON) ‏، مطار مونتريال الدولي، Ottawa، مطار تورونتو بيرسون الدولي موسمي: Québec City ‏، Windsor                             |
| Lynx Air                | مطار تورونتو بيرسون الدولي |
| Porter Airlines         | مطار مونتريال الدولي، Ottawa، Toronto–Billy Bishop ‏، مطار تورونتو بيرسون الدولي موسمي: St. John's ‏                                                  |
| خطوط صن وينق الجوية ‏    | موسمي: Cancún، Cayo Coco ‏، Cayo Largo del Sur ‏، Holguín، مطار سانجستر الدولي، Puerto Plata ‏، Punta Cana ‏، Santa Clara ‏، Varadero                    |
| ويست جت إيرلاينز ‏       | مطار كالغاري الدولي، Edmonton، مطار تورونتو بيرسون الدولي موسمي: مطار فانكوفر الدولي، Winnipeg                                                      |

### الشحن
| شركـات طيـران        | الوجهات |
| -------------------- | --- |
| Air Canada Cargo     | مطار بازل - ميلوز - فريبورغ الأوروبي، Deer Lake ‏، مطار لييج، مطار لندن هيثرو، مطار مدريد باراخاس الدولي، مطار مونتريال الدولي، Ottawa، Saint John ‏، St. John's ‏، Sydney (NS) ‏، مطار تورونتو بيرسون الدولي |
| خطوط تي أن تي الجوية | مطار لييج |
| طيران أطلس           | مطار تيد ستيفنز أنكوراج الدولي، مطار هانغتشو شياوشان الدولي |
| Cargojet             | مطار كولونيا بون الدولي، Hamilton (ON) ‏، مطار لندن هيثرو، Moncton |
| فيديكس إكسبرس        | Moncton |
| فيديكس إكسبرس        | Montreal–Mirabel |
| كوريا للطيران        | مطار تيد ستيفنز أنكوراج الدولي، مطار إنتشون الدولي |
| Sky Lease Cargo      | مطار تشانغشا هوانغوا الدولي |
| TC Ventus Freight    | Moncton، مطار أورلاندو الدولي |
| WestJet Cargo        | مطار كالغاري الدولي، مطار تورونتو بيرسون الدولي |

## أحداث وحوادث
- في 2 سبتمبر 1998:تحطمت طائرة ماكدونل دوغلاس أم دي-11 التابعة لسويسرا للطيران الرحلة 111 المتجهة من نيويورك إلي جنيف في المحيط الأطلسي علي بعد 5 كم من سواحل كندا و15 كم علي بعد مطار هاليفاكس الدولي وكانت تحمل علي متنها 215 راكبا و14 من أفراد الطاقم بسبب حريق أثناء الرحلة أدى إلى تعطل الأنظمة الإلكترونية والهيدروليكية وأجهزة الإرسال والطيار الآلي
- في 14 أكتوبر 2004:تحطمت طائرة بوينغ 747-200 التابعة طيران إم كيه الرحلة 1602 في منطقة رملية علي بعد 20 كم من المطار بسبب خطأ الطيار بينما كانت متجهة إلي سرقسطة في إسبانيا
- في 14 يونيو 2013:توفي أحد متفقدي الأمتعة الذي يبلغ من العمر 58 عاما أثناء تفحصه طائرة بوينغ 757 التابعة جيت إيرويز للشحن المتجهة من هاليفاكس إلي نيويورك
- في 29 مارس 2015:تحطمت طائرة إيرباص إيه 320 التابعة لطيران كندا الرحلة 624 عندما أنطلق أنذار من نظام تحذير الاقتراب الأرضي ثلاث مرات بأن الطائرة تقترب من الأرض ولكن الطيارين تجاهلوا الأنذار ونجا جميع الركاب والطاقم البالغ عددهم 138 شخصا